# Vis wz. 35
La Vis wz. 35 (su designación alemana era 9 mm Pistole 35(p) y con frecuencia es erróneamente mencionada como Radom en fuentes angloparlantes) es una pistola semiautomática de origen polaco y calibre 9 mm. Está inspirada en la pistola Browning HP35 diseñada por John Moses Browning, cuyo diseño fue terminado por los diseñadores de la Fabrique Nationale de Herstal después de la muerte de Browning. Esta pistola comenzó a ser producida en la Fabryka Broni (Fábrica de Armas) de Radom, en 1935, y fue adoptada como arma auxiliar estándar del Ejército Polaco al año siguiente. Es considerada una de las mejores pistolas producidas y muy apreciada por coleccionistas de armas.

## Historia

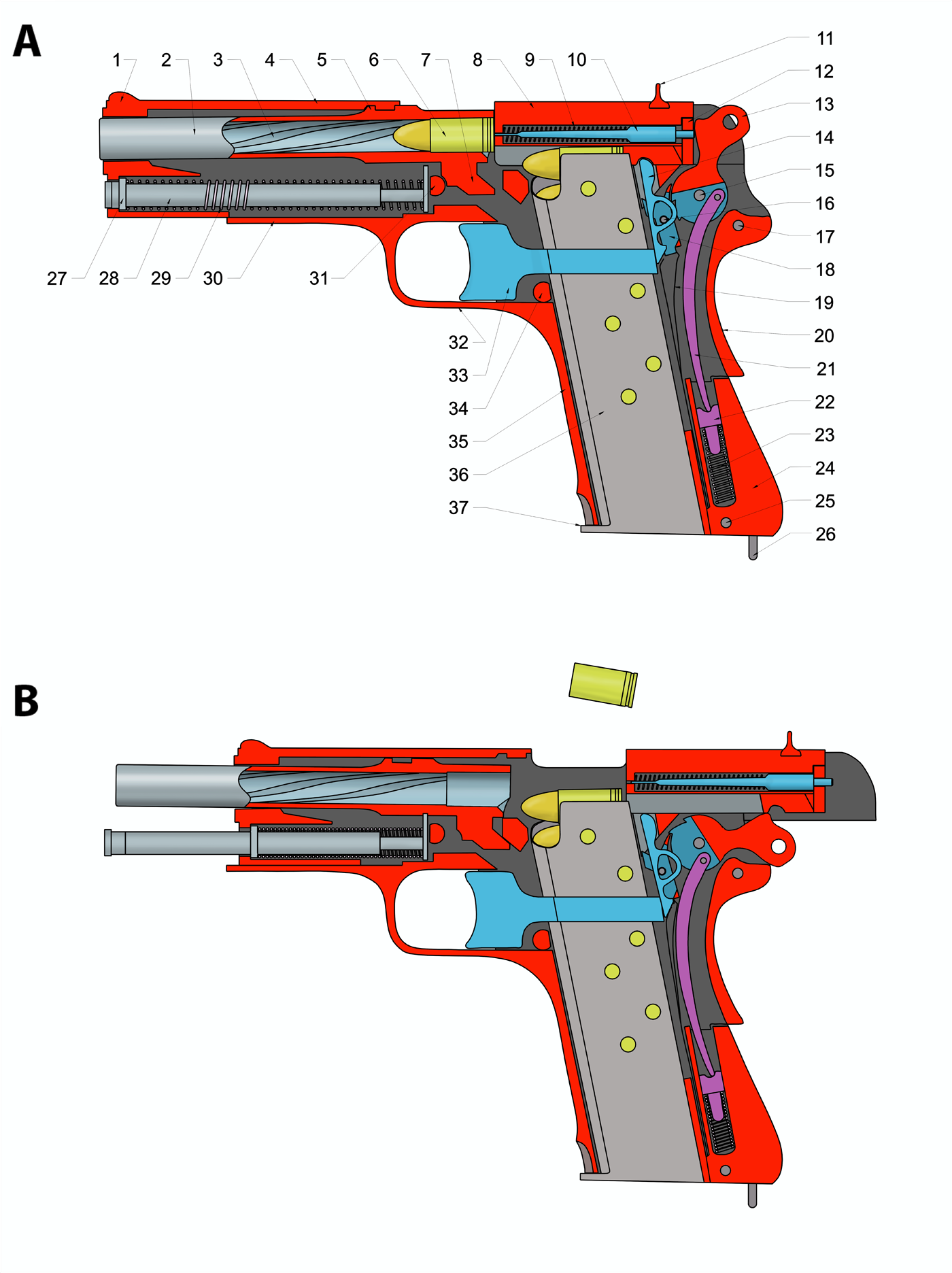
Funcionamiento de la Vis wz. 35.

El diseño está basado en el de la pistola Browning HP de John Moses Browning, siendo adaptado por Piotr Wilniewczyc y Jan Skrzypiński en 1930 en la Fabryka Broni (Fábrica de Armas) de Radom bajo la dirección de Kazimierz Ołdakowski. Es accionada por retroceso corto, con su cañón descendiendo y manteniéndose alejado de los tetones de acerrojado en la corredera.
Este diseño posterior de John Moses Browning, al contrario de la M1911, no estaba movido por una unión sino por una cuña, que contrae una porción del cañón y lo obliga a ir hacia abajo mientras retrocede junto a la corredera por la fuerza del retroceso. Un principio similar al de la pistola española Ruby en .45 ACP. Al igual que la Browning HP de 9 mm, una característica particular eran sus cachas de forma trianglar, más anchas en la base, que ofrecían una buena ergonomía y un agarre firme. En la cacha derecha está estampado el nombre VIS dentro de un triángulo, mientras que en la cacha izquierda están estampadas las letras FB (acrónimo de Fabryka Broni, Fábrica de Armas en polaco). La pistola fue producida a finales de 1930 y a inicios de 1931, las primeras pistolas estaban listas para ser probadas. Inicialmente fue llamada WiS (acrónimo de los apellidos de los diseñadores polacos), después siendo su nombre cambiado a Vis, que significa fuerza en Latín, con la abreviación wz. para wzór (modelo, en polaco).
Las pruebas demostraron que la pistola era muy precisa y estable (debido a su tamaño y peso, absorbía la mayor parte de las fuerzas y no se transmitían al tirador), mientras que al mismo tiempo seguía funcionando después de disparar más de 6.000 cartuchos. La Vis era generalmente considerada como una de las mejores pistolas militares de la época.
La producción empezó en la fábrica de armas estatal Fabrika Broni de Radom a fines de 1935, siendo adoptada al año siguiente como el arma auxiliar estándar de los oficiales de caballería e infantería polaca. Sucesivamente, otras unidades fueron equipadas, y para 1932 todas las otras pistolas fueron programadas para ser retiradas de servicio. A mediados de 1938, fue introducida en las unidades blindadas y aéreas. Antes de la invasión de Polonia, se suministraron al Ejército aproximadamente 49.400 pistolas de las 90.000 ordenadas.
Además de la Vis de 9 mm, también hubo una pequeña serie promocional que disparaba el cartucho .45 ACP, con cargador de 7 cartuchos, pero no fue producida en gran cantidad. Probablemente la funda-culatín de madera solo fue suministrada para el concurso argentino, pero no han sobrevivido ejemplares. También existió una variante que disparba el cartucho .22 Long Rifle, pero no se conocen sus detalles y no se produjo en grandes cantidades.
Después de la derrota polaca en 1939, los alemanes capturaron la fábrica de armas de Radom y continuaron la producción de la Vis con la designación 9 mm Pistole 645(p), a veces traducida como P 35(p) (el sufijo "p" significa "polnische", polaco en alemán). Las pistolas alemanas de las primeras series tenían estampados los marcajes VIS Mod.35 y P.35(p) en el lado izquierdo. Hasta 1945 se produjeron entre 312.000 y 380.000 pistolas, que fueron empleadas por los paracaidistas alemanes y la Policía Militar.
Temiendo que los técnicos polacos que trabajaban en la fábrica pudiesen suministrar armas al Armia Krajowa, los alemanes trasladaron las líneas de producción de cañones y ensamblaje a la fábrica de la Steyr-Daimler-Puch en Ostmark. Sin embargo, la producción clandestina de cañones para la Vis empezó en Varsovia y en la fábrica Huta Ludwików de Kielce, ensamblándose varios centenares de pistolas Vis con piezas robadas de la fábrica, las cuales fueron suministradas al Armia Krajowa y ampliamente utilizadas durante el Levantamiento de Varsovia.
Las pistolas Vis fabricadas después de 1939 tuvieron cuatro versiones diferentes, cada una con pequeñas modificaciones para simplificar la producción. A fines de 1944, toda la producción se trasladó a la Steyr de Austria, donde se produjo el último modelo simplificado de la cuarta serie (sin marcajes, aparte de bnz ). La Vis se mantuvo en producción hasta 1945. Por lo general, las pistolas Vis producidas durante guerra son de una calidad mucho menor que las originales, y aún más las que se produjeron hacia el final de la guerra.
Después de la guerra, la producción de la pistola cesó, porque el Ejército de la República Popular de Polonia usaba la pistola soviética Tokarev TT-33, producida en la antigua Fabryka Broni de Radom debido a las regulaciones del Pacto de Varsovia. La Tokarev TT-33 fue considerada muy inferior a la Vis, especialmente en ergonomía y fiabilidad, pero las consideraciones políticas y la influencia soviética fueron decisivas.
En agosto de 1997, la Fábrica de Armas Lucznik de Radom reintrodujo la Vis wz. 35 y produjo un pequeño lote de 27 pistolas sobre la base de los planos y especificaciones originales, principalmente para el mercado estadounidense de armas de colección. Pero se distinguen de las pistolas originales del período de entreguerras por la forma de la hendidura del alza y el águila estampada en la corredera. En 2012, la Fábrica IWA de Radom presentó una pistola fechada 2010 y cromada, en lugar de estar pavonada.

## Descripción
La Vis es una pistola de acción simple con recámara acerrojada. La palanca de la corredera es un mecanismo desamartillador que suelta el martillo mientras introduce el percutor dentro de ésta. Hay un seguro de presión en la empuñadura, que bloquea la barra de transferencia hasta que sea completamente presionado, pero la palanca que se encuentra en la misma posición que el seguro de una Browning HP o una pistola basada en la M1911 no es un seguro.
La palanca de desarmado es empleada para mantener la corredera hacia atrás (de la misma forma que el seguro de la Browning HP) durante el desarme para permitir retirar la palanca del retén de la corredera. En variantes posteriores, esta palanca es omitida y la corredera debe ser alineada manualmente para retirar la palanca del retén de la corredera. Una vez que la corredera y el armazón están alineados (por la palanca de desarmado, o manualmente), la varilla-guía es jalada hacia adelante para soltar la palanca del retén de la corredera y permitir que caiga. La corredera podrá moverse libremente hacia adelante y retirarse del armazón.
El retén del cargador está detrás del guardamonte y no en la base de la empuñadura, como se acostumbraba en las pistolas europeas de la época. En la base de la empuñadura está instalada una armella para el acollador. No tiene seguro para el cargador.